# Duchesse de Galliera (rose)
'Duchesse de Galliera' est un cultivar de rosier obtenu en 1847 par le rosiériste français Pierre-Hubert-Zaccharie Portemer (1801-1878). Il rend hommage à la duchesse de Galliera (1811-1888).

## Description
Cet hybride remontant présente des fleurs très pleines de 7 à 8 cm de diamètre, de couleur rose vif avec des nuances carnées et lilas en forme de coupe. Ses pétales sont bien imbriqués et l'ensemble donne un bel aspect réticulé. Ses fleurs fleurissent en solitaire, ou par trois ou quatre. Elles exhalent un parfum prononcé.
Le buisson très érigé est vigoureux et possède des aiguillons crochus. Le feuillage à trois ou cinq  folioles est vert brillant.
On peut admirer ce beau rosier romantique notamment à l'Europa-Rosarium de Sangerhausen en Allemagne. Il a connu un certain succès dans la seconde moitié du XIXe siècle, jusqu'au début du XXe siècle en Europe et Outre-Atlantique ; mais, malgré son coloris raffiné, il n'est presque plus commercialisé.